# 指数関数的成長
指数関数的成長（）とは、ある量が増大する速さが増大する量に比例する現象のことである。数学的に記述すれば、この過程は以下の微分方程式
{\displaystyle {\frac {dN}{dt}}=kN}

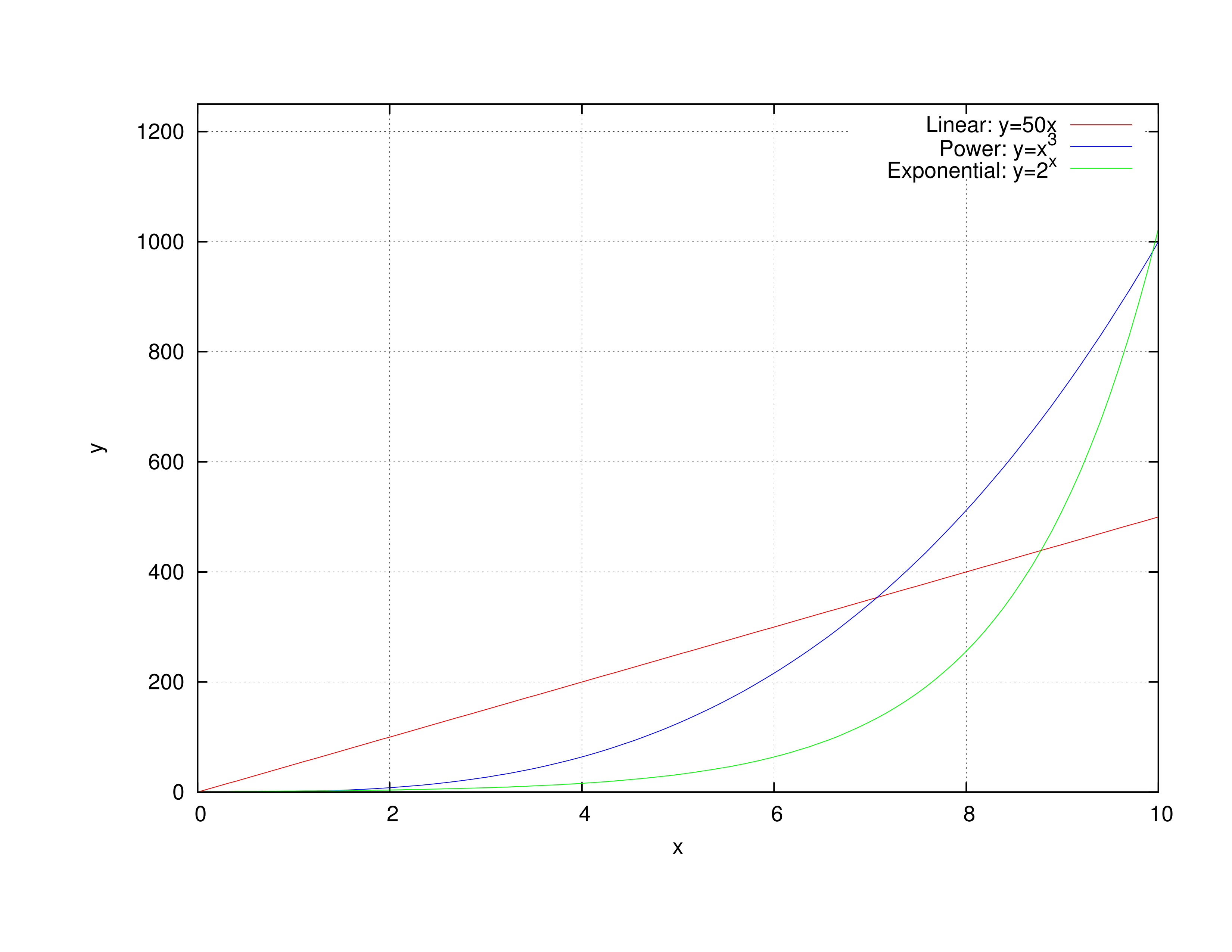
このグラフは指数関数的増加（緑）がべき増加（青）や線形増加（赤）に比べて短時間で増大することを表している。

によって表される。ただし、{\displaystyle N(t)} は時刻 {\displaystyle t} において成長する量であり、k は正の定数である。この微分方程式を解くと、この現象は指数関数
{\displaystyle N(t)=N_{0}e^{kt}}
によって表される。ここで､ {\displaystyle N_{0}=N(0)} は初期値を意味する。